# الرسم بالكلمات
الرسم بالكلمات، مجموعة شعرية من مؤلفات الشاعر العربي السوري نزار قباني، صدرت في عام 1966، عن منشورات نزار قباني في بيروت، لبنان.